# 男與女 (恰克與飛鳥單曲)
《男與女》是日本樂團恰克與飛鳥的單曲之一。

## 概要
此為恰克與飛鳥在1981年發行的出道第五張單曲作品，在1988年被大阪瓦斯 （页面存档备份，存于）選為室內瓦斯空調器的廣告插曲。
因90年代被頂級華語歌手周華健、葉蒨文所翻唱，而成為在華語聽眾中知名度相對較高的恰克與飛鳥歌曲。

## 收錄歌曲
男與女
※作詞．作曲：飛鳥涼 編曲：瀨尾一三
長雨過後
一開始未收錄在任何恰克與飛鳥發行專輯的B面歌曲，但之後採納在專輯《黃昏騎士》再度發行的CD版本中。
※作詞：松井五郎 作曲：恰克 編曲：平野孝幸

## 翻唱歌手
日語歌手
- 荻野目洋子

收錄於專輯《Songs&Voice》（2009年）

華語歌手
- 周華健

翻唱歌名《讓我歡喜讓我憂》；收錄於同名專輯（1991年）。
※歌詞：李宗盛 編曲：鮑比達
- 葉倩文

翻唱歌名《情人知己》；收錄於專輯『紅塵』（1992年）。
※歌詞：潘源良 編曲：鮑比達

## 收錄專輯
首張專輯收錄
- 黃昏騎士（1982年）

精選專輯收錄
- Standing Ovation（1985年）
- SUPER BEST （1987年）
- 倆心知（1992年）
- 倆角形（1999年）
- CHAGE&ASKA VERY BEST ROLL OVER 20TH（1999年）
- Asian Communications Best（2008年）

## 外部連結
（日語）《男與女》：官方網站介紹 （页面存档备份，存于）